# 레이디 디텍티브
《레이디 디텍티브》는 전혜진 글, 이기하 그림의 장편만화이다. 월간 만화잡지 《issue》(이슈)에서 연재되었으며 전 6권으로 완결되었다.

## 줄거리
1864년 런던을 배경으로 "로지카 도첸스"라는 필명을 쓰는 인기 미스터리 작가인 엘리자베스 "리지" 뉴턴과, 그녀의 집사이자 약혼자인 에드윈 화이트가 런던 스코틀랜드 야드 최고의 민완형사 찰스 그레이 경감와 함께 각종 사건을 해결한다.

## 설정
셜록 홈즈가 아직 10살이라고 1권 서문에서 밝힌 바 있다. 이 레이디 디텍티브의 배경은 셜록 홈즈가 실제로 존재하는 세계로, 일종의 셜록 홈즈 패스티시라고도 볼 수 있다. 1권에서는 셜록 홈즈 시리즈에 등장하는 레스트레이드 경위가 순경으로 나오고, 2권에서는 리지 또래의 소년인 제임스 모리어티가, 5권에서는 마이크로프트 홈즈가 리지의 친구가 된다.

## 기타
작가 홈페이지에서 참고도서 목록과 레이디 디텍티브 트리비아를 공개했다.
미국 도서관협회에서 선정한 2013년 청소년을 위한 훌륭한 그래픽노블에 선정되었다.